# Wahlbezirk Österreich unter der Enns 18
Der Wahlbezirk Österreich unter der Enns 18 war ein Wahlkreis für die Wahlen zum Abgeordnetenhaus im österreichischen Kronland Österreich unter der Enns. Der Wahlbezirk wurde 1907 mit der Einführung der Reichsratswahlordnung geschaffen und bestand bis zum Zusammenbruch der Habsburgermonarchie.

## Geschichte
Nachdem der Reichsrat im Herbst 1906 das allgemeine, gleiche, geheime und direkte Männerwahlrecht beschlossen hatte, wurde mit 26. Jänner 1907 die große Wahlrechtsreform durch Sanktionierung von Kaiser Franz Joseph I. gültig. Mit der neuen Reichsratswahlordnung schuf man insgesamt 516 Wahlbezirke, wobei mit Ausnahme Galiziens in jedem Wahlbezirk ein Abgeordneter im Zuge der Reichsratswahl gewählt wurde. Der Abgeordnete musste sich dabei im ersten Wahlgang oder in einer Stichwahl mit absoluter Mehrheit durchsetzen. Der Wahlkreis Österreich unter der Enns 18 umfasste Teile des 9. Wiener Gemeindebezirk Alsergrund, d. h. ohne den Teil der von der Grenze zu den Bezirken I., II. und XX. sowie der Linie Alserbachstraße, Nußdorfer Straße, Spitalgasse und der Grenze zum VIII. Bezirk begrenzt wurde (Wahlbezirk 17).
Aus der Reichsratswahl 1907 ging der spätere Wiener Bürgermeister Richard Weiskirchner (Christlichsoziale Partei) im ersten Wahlgang als Sieger hervor. Weißkirchner verlor sein Mandat bei der Reichsratswahl 1911 in der Stichwahl an der Sozialdemokraten Max Winter.

## Wahlergebnisse

### Reichsratswahl 1907
Die Reichsratswahl 1907 wurde am 14. Mai 1907 (erster Wahlgang) durchgeführt. Die Stichwahl entfiel auf Grund der absoluten Mehrheit von Richard Weiskirchner im ersten Wahlgang.
| Kandidat                                                                       | Partei                                   | Wahlkreis- stimmen | Stimmen- anteil |
| ------------------------------------------------------------------------------ | ---------------------------------------- | ------------------ | --------------- |
| Richard Weiskirchner                                                           | Christlichsoziale Partei                 | 5719               | 60,0 %          |
| Karl Leuthner                                                                  | Sozialdemokratische Arbeiterpartei       | 2053               | 21,6 %          |
| Hermann Elhart                                                                 | Beamtenpartei                            | 1228               | 12,9 %          |
|                                                                                | deutsch-nationaler/alldeutscher Kandidat | 216                | 2,3 %           |
|                                                                                | deutsch-fortschrittlicher Kandidat       | 98                 | 1,0 %           |
|                                                                                | tschechischer Kandidat                   | 104                | 1,1 %           |
| Sonstige                                                                       |                                          | 107                | 1,1 %           |
| Wahlberechtigte: 10.861, Ungültige/Leere Stimmen: 267, Wahlbeteiligung: 90,2 % |                                          |                    |                 |

### Reichsratswahl 1911
Die Reichsratswahl 1911 wurde am 13. Juni 1911 (erster Wahlgang) sowie am 20. Juni 1911 (Stichwahl) durchgeführt.

#### Erster Wahlgang
| Kandidat                                                                       | Partei                             | Wahlkreis- stimmen | Stimmen- anteil |
| ------------------------------------------------------------------------------ | ---------------------------------- | ------------------ | --------------- |
| Richard Weiskirchner                                                           | Christlichsoziale Partei           | 4027               | 43,6 %          |
| Max Winter                                                                     | Sozialdemokratische Arbeiterpartei | 2439               | 26,4 %          |
| Rudolf Wolkan                                                                  | deutsche Wirtschaftspartei         | 1845               | 20,0 %          |
| Rudolf Weber                                                                   | deutsch-nationaler Kandidat        | 381                | 4,1 %           |
| Franz Weidner                                                                  | tschechisch-nationaler Kandidat    | 171                | 1,9 %           |
| Dr. Heiliger                                                                   | Christlichsozialer Kandidat        | 125                | 1,4 %           |
|                                                                                | deutsch-freiheitlicher Kandidat    | 48                 | 0,5 %           |
|                                                                                | wirtschaftspolitische Reichspartei | 29                 | 0,3 %           |
| Sonstige                                                                       |                                    | 173                | 1,9 %           |
| Wahlberechtigte: 10.838, Ungültige/Leere Stimmen: 462, Wahlbeteiligung: 89,5 % |                                    |                    |                 |

#### Stichwahl
| Kandidat                                                                 | Partei                             | Wahlkreis- stimmen | Stimmen- anteil |
| ------------------------------------------------------------------------ | ---------------------------------- | ------------------ | --------------- |
| Max Winter                                                               | Sozialdemokratische Arbeiterpartei | 4694               | 51,3 %          |
| Richard Weiskirchner                                                     | Christlichsoziale Partei           | 4454               | 48,7 %          |
| Wahlberechtigte: 10.838, Ungültige Stimmen: 521, Wahlbeteiligung: 89,2 % |                                    |                    |                 |